# Sheng Keyi
Sheng Keyi (xinès simplificat: 盛可以) (Lanxi 1973 -) és una escriptora i artista xinesa. Pertany a la generació d'escriptors anomenada "generació dels 80".

## Biografia
Sheng Keyi va néixer l'any 1973 a Lanxi, districte de Yiyang a la província de Hunan (Xina). La seva infància al poble, la va descriure en un article publicat el 2 de desembre de 2011 al New York Times amb el títol "A River's Gift" que comença amb aquesta confessió: “Quan era més jove em feia vergonya admetre que venia d’un poble remot, però tampoc no tenia el coratge de presumir de ser de la ciutat; de manera que normalment només deia que era un suburbà. Però ara he de confessar la veritat: vaig néixer en un poble aïllat".
Ha viscut durant un temps a Shenyang, província de Guangdong i sovint va ser considerada com a membre del grup de "dones escriptores de Guangdong". Actualment viu a Pequín.

### Carrera literària
Sheng va començar a escriure a temps complet el 2001. La seva primera novel·la va ser, de fet, la que es podria traduir com "Emulsió d'aigua i llet" (水 乳), publicada originalment al número de tardor / hivern de la revista literària Shouhuo. El tema és representatiu dels primers escrits de Sheng : és la història d’una dona dividida entre la seva vida matrimonial i una aventura externa, però que acaba conciliant els dos, tal com vol indicar el títol.
A mitjans de la dècada de 2010, es va dedicar a escriure sobre temes que tractaven més específicament sobre la condició de la dona, el seu lloc a la societat xinesa moderna, i els drets que tenen o continuen sense tenir. Una de les seves millors noevles en aquest context, és la publicada a Shouhuo a principis de gener de 2015, que apareix en diverses seleccions de l'any, inclosa la editada per Lin Ting (2015 年 短篇小说 选萃 - 林 霆- 主编): Xiao shengming o "Una existència petita" (小 生命).
Mentre es trobava a París, a mitjans de setembre de 2018, per al llançament de la traducció al francès de "福地" Un Paradis", va anunciar una trilogia amb títol global de la "trilogia de l'úter" (子宫 三部曲). El primer es va publicar a Taiwan el setembre del 2018: "The Metaphor Detox Center" (锦 灰). El segon, inicialment titulat "Úter" (子宫》), es va publicar a principis del 2019 amb el títol "L'alè de la terra" (息 壤). S’imagina una vegada més un món distòpic on el govern xinès vol augmentar absolutament els naixements i, en no tenir prou ventres a la seva disposició, té la idea de convocar els ventres fantasmes. La tercera part de la trilogia(女佣), editada el 2020, segons crítics francesos té influencies de Jean Genet. Aquestes tres històries es basen en històries reals que Sheng Keyi va escoltar a la seva ciutat natal, on va tenir l'oportunitat de tornar més sovint que abans després de la mort del seu pare, per visitar la seva mare que es va quedar sola.

### Censura
Sheng Keyi ha patit en diverses ocasion els efectes de la censura governamental. El 2013 en el cas de la seva novel·la 死亡赋格 (Death Fugue), que analitza críticament l’impacte continuat de la resposta del govern a la plaça de Tiananmen sobre la psique i l’esperit xinesos, especialment la capacitat de poesia i creativitat de les persones. Tot i que es va prohibir la publicació del manuscrit a la Xina, Death Fugue va trobar un editor a Austràlia.
El seu primer gran èxit 北妹 (Northern Girls) del 2004 en el seu moment no va tenir cap provlema amb la censura. Però el novembre del 2015, quan els editors es preparaven per llançar una tercera edició del llibre, l'autora es va informar que parts del seu text ja no es podien publicar. "És ridícul", es va queixar Sheng, assenyalant un manuscrit dels editors on s'havia utilitzat un bolígraf vermell per destacar les seccions que ara s'havien d'extirpar. Un fragment que els editors volen eliminar de l'edició es refereix als avortaments forçats i les esterilitzacions que van patir les dones com a conseqüència de la política de fill únic de la Xina."No em sembla una cosa que pugui passar a la vida real i em fa molta ràbia".
També la "trilogia del'uter" indicada anteriorment va ser publicada a Taiwan, al ser prohibida a la Xina a  causa del seu estil satíric. En una entrevista va manifestar que "La censura és fatal per a l'escriptura".

### Estil
Segons alguns crítics Sheng forma part d'un grup de les noves generacions d’escriptors que tracten principalment de la Xina moderna (a diferència dels temes rurals), però no mostra cap de la immaduresa o ingenuïtat que sovint pateix alguns escriptors més joves de la Xina. Tendeix a començar amb personatges i temes femenins, però experimenta estils i veus, i les seves obres cobreixen un ampli territori emocional i social.
L'experiència a la ciutat, la va descriure a la seva primera novel·la,北 妹 "Noies del Nord", publicada el 2004. Aquestes "noies del nord" són totes les noies que com ella que van participar en el boom econòmic de principis dels anys noranta, i l'enorme trastorn social que en va resultar, amb un procés accelerat d’urbanització.
Sheng Keyi va dir que està influïda més per les seves lectures que per les seves experiències personals. En la seva obra es pot percebre la influència directa de les novel·les al·legòriques de George Orwell i de l’absurd món de Cortazar, així com una analogia amb "La primavera dels préssecs en flor" (桃花源 记) de Tao Yuanming. De vegades, la seva visió sembla tan moderna com George Saunders i Margaret Atwood, i Aldous Huxley, i de tant en tant les imatges de la seva obra semblen saltar de les imaginacions de Salvador Dalí i Pieter Breughel el Vell.
Actualment forma part d’una generació de literats de Pequín nascuts als anys setanta i que desafien les versions oficials dels fets històrics a través de la ficció al·legòrica. Sheng Keyi fa gairebé vint anys que escriu llibres que descobreixen el teló sobre una àmplia gamma de temes tabús a la Xina.
Les seves obres han estat traduïdes entre altres a l'anglès, el francès, l'espanyol, l'alemany, el japonès el rus i el txec.
Sheng també ha publicat obra poètica i ha fet algunes exposicions de pintures.

### Visita a Barcelona
En el marc de les activitats de celebració del 15è aniversari de FICB, la Fundació Institut Confuci de Barcelona i Casa Àsia, amb la col·laboració de l'editorial Galaxia Gutenberg, el dia 1 d'abril de 2025 Sheng Keyi, va participar en un acte on va conversar amb  Teresa I. Tejeda, professora i traductora de literatura xinesa, amb la moderació de Yasmin Paricio, coordinadora de Política, Societat i  Programes Educatius de Casa Asia. Sheng va explicar els seus orígens com escriptora, els autors que més l'han influenciat i els seus projetes com a novel·lista.

### Premis
Ha guanyat diversos prestigiosos premis nacionals, inclosos el Premi al Nou Talent més prometedor, el Premi al Nou Talent de Guangdong, el Premi a les Noves Obres i el Premi de Literatura Lu Xun. També ha rebut el Premi Yu Dafu

## Obres destacades
| Any  | Títol xinès      | Títol anglès o francès                   |
| ---- | ---------------- | ---------------------------------------- |
| 2002 | 水乳             | Water Emulsion                           |
| 2004 | 北妹             | Northern Girls                           |
| 2006 | 取暖运动         |                                          |
| 2008 | 缺乏经验的世界   |                                          |
| 2009 | 缺乏经验的世界   | An Inexperienced World                   |
| 2010 | 白草地           | Fields of White                          |
| 2011 | 卖手机的姑娘     | The Girl Who Sold Phones                 |
| 2011 | 可以书           |                                          |
| 2012 | 没有炊烟的村庄   | A Village of Cold Hearths                |
| 2012 | 捕鱼者说         | Paroles de pêcheur                       |
| 2012 | 鱼刺             | Fishbone                                 |
| 2013 | 死亡赋格         | Death Fugue                              |
| 2014 | 弥留之际         | A l’article de la mort                   |
| 2014 | 香烛先生         | Le sieur de l’encens                     |
| 2015 | 野蛮生长         | Wild Fruit (hi ha traducció al castellà) |
| 2015 | 小生命           |                                          |
| 2016 | 福地             | Paradise                                 |
| 2018 | 还乡书           | Le goût sucré des pastèques volées       |
| 2018 | 锦灰             | The Metaphor Detox Center                |
| 2019 | 子宫             | The Womb                                 |
| 2019 | 息壤             | Breathing Earth                          |
| 2020 | 女佣手记         | Maids Notes                              |
| 2021 | 沉重的肉身       | Heavy Flesh                              |
| 2022 | 骑鱼看世界       |                                          |
| 2024 | 别人家的西瓜更甜 | Other people's watermelons are sweeter   |
| 2024 | 建筑伦理学       | Architectural Ethics                     |